# Жгун-корень
Жгун-ко́рень (лат. Cnídium) — род травянистых растений семейства Зонтичные (Umbelliferae).

## Ботаническое описание
Травянистые растения, чаще двулетние или многолетние, реже однолетние. Стебли тонковетвистые, одиночные или немногочисленные. Прикорневые листья единожды — трижды перисто-рассечённые, дольки обратнояйцевидные, ланцетовидные или линейные. Верхние стеблевые листья маленькие, на развитом влагалище.
Сложные зонтики располагаются на конце побега и в пазухах верхних листьев. Прицветники линейные или ланцетовидные, простые, часто долговечные. Прицветнички линейные. Чашечка обычно недоразвита. Венчик из белых или бледно-розовых лепестков с клиновидным основанием и зазубренным концом.
Двусемянка продолговато-яйцевидной или шаровидной формы, пятиребристая.

## Ареал
Распространены в Европе и Азии (один вид также на Аляске), наибольшее разнообразие в Восточной Азии.

## Классификация

### Таксономия[1]
Cnidium Cusson, 1787, Mém. Soc. Méd. Paris 1787: 280
Род Жгун-корень относится к семейству Зонтичные (Apiaceae) порядка Зонтикоцветные  (Apiales). Кладограмма в соответствии с Системой APG IV:
|  |                                      |  |                                   |                                   |                     |  | ещё 6 семейств |               |                 |                                                           |
|  |                                      |  |                                   |                                   |                     |  |                |               |                 | 7 подтвержденных видов, и 9 видов в статусе непроверенных |
|  |                                      |  |                                   | порядок Зонтикоцветные            |                     |  |                |               | род Жгун-корень |                                                           |
|  |                                      |  |                                   | порядок Зонтикоцветные            |                     |  |                |               | род Жгун-корень |                                                           |
|  | отдел Цветковые, или Покрытосеменные |  |                                   |                                   | семейство Зонтичные |  |                |               |                 |                                                           |
|  | отдел Цветковые, или Покрытосеменные |  |                                   |                                   |                     |  |                |               |                 |                                                           |
|  |                                      |  | ещё 63 порядка цветковых растений | ещё 63 порядка цветковых растений |                     |  |                | ещё 447 родов | ещё 447 родов   |                                                           |
|  |                                      |  |                                   | ещё 63 порядка цветковых растений |                     |  |                |               | ещё 447 родов   |                                                           |

## Виды
- со статусом «подтвержденный» ('accepted') 
  - Cnidium bhutanicum  M.F.Watson 
  - Cnidium cnidiifolium  (Turcz.) Schischk.  - Жгун-корень книдиелистный
  - Cnidium dauricum  (Jacq.) Fisch. & C.A.Mey. 
  - Cnidium divaricatum  Ledeb. 
  - Cnidium japonicum  Miq. 
  - Cnidium monnieri  Cusson 
  - Cnidium silaifolium  Fiori & Paol.

- со статусом «непроверенный» ('unchecked') 
  - Cnidium affine  C.A.Mey. 
  - Cnidium affine  H.Wolff 
  - Cnidium bachmannii  H.Wolff 
  - Cnidium cenolophioides  Benth. & Hook.f. 
  - Cnidium intermedium  Tchich. 
  - Cnidium reichenbachii  Huter ex Nyman 
  - Cnidium salinum  Liou et al.
  - Cnidium salinum var. rhizomaticum  Ma
  - Cnidium warburgii  H.Wolff 
  - Cnidium wolffii  M.Hiroe